# Zend Optimizer
El Zend Optimizer se refiere a un servidor de optimización de código PHP.
Que permite ejecutar archivos codificados mientras la velocidad de ejecución de las aplicaciones PHP se mejora de forma contundente.
Para conseguir tales resultados, Zend Optimizer hace uso de optimizaciones multi-pase que optimizan los tiempos de respuesta y la eficacia de ejecución de sitios Web basados en esta tecnología .
El incremento en velocidad reduce de forma drástica las cargas excesivas soportadas por el procesador y, evidentemente, disminuye el tiempo de ejecución, dentro de proporciones que suelen alcanzar los 20%-50%.
También se puede utilizar para desarrollar código php cifrado; este sistema era muy útil hasta que se descubrió una manera de descifrar dichos archivos.